# Carl Friedrich von Schelcher
Carl Friedrich von Schelcher (* 1762 in Dresden; † 28. Dezember 1817 in Dessau) war ein deutscher Hippologe, Schriftsteller und Maler.

## Leben
Carl Friedrich von Schelcher wurde geboren als Sohn des kursächsischen Obersteuerregistrators Christoph Friedrich Schelcher und der Charlotte Adolphine Kändler, einer Tochter des Meißner Porzellanmodelleurs Johann Joachim Kändler. Er war verheiratet mit Henriette von Rephun. Der Maler Johann Friedrich Schelcher war sein Bruder.
Im Jahr 1792 wurde er in den sächsischen Adelsstand erhoben.
Wie sein Bruder stand von Schelcher zunächst im kurfürstlichen Dienst. Er war Oberbereiter des Fürsten von Anhalt-Bernburg und später Stallmeister von August Christian Friedrich, Herzog von Anhalt-Köthen. Neben seinen Verpflichtungen als Rittmeister widmete sich von Schelcher dem Schreiben und der Malerei.
Im Jahr 1792 veröffentlichte er das Theaterstück Capello und Turrii, oder was wirkt nicht Liebe und Rache? Ein Schauspiel in vier Akten, das in Venedig spielt. 1797 folgte die Übersetzung Versuch über Stutereien unter Mitarbeit von Christian Friedrich Rudolf Vetterlein. Das französische Original stammte von Argentero Marquis de Brézé. Von Schelcher brachte zudem ein mehrteiliges hippologisches Taschenbuch heraus, dessen erste Ausgabe 1817 erschien. Die dritte Ausgabe wurde nach seinem Tod von Christian Ehrenfried Seifert von Tennecker veröffentlicht.
Als Maler konzentrierte sich von Schelcher auf Landschaften, Kopien historischer Gemälde und Miniaturen.

## Schriften
- Capello und Turrii, oder was wirkt nicht Liebe und Rache? Ein Schauspiel in vier Akten. (1792)
- Versuch über Stutereien nach dem Französischen von C. v. S. (1797)
- Über die Gebrechen des Pferdes besonders diejenigen welche es zum Kriegsdienst untauglich machen: eine Preisschrift, welcher die Königlich Böhmische Gesellschaft den Druck zuerkannt hat. (1811)
- Entwurf die Pferdezucht durch Landgestüte mit möglichster Ersparniß zu befördern. (1811)
- Hippologisches Taschenbuch für Pferdekenner und Liebhaber. (mehrere Ausgaben)